# Amphisbaena carvalhoi
Amphisbaena carvalhoi este o specie de reptile din genul Amphisbaena, familia Amphisbaenidae, ordinul Squamata, descrisă de Gans 1965. Conform Catalogue of Life specia Amphisbaena carvalhoi nu are subspecii cunoscute.